# زبان تای لو
زبان تای لو (تایلندی: ภาษาไทลื้อ) گونه‌ای از زبان تای است که توسط مردم لو در جنوب شرق آسیا گفتگو می‌شود. این زبان حدود ۷۰۰ هزار نفر گویشور دارد که ۲۸۰ هزار نفر از آن‌ها ساکن چین هستند.